# Dayron Robles

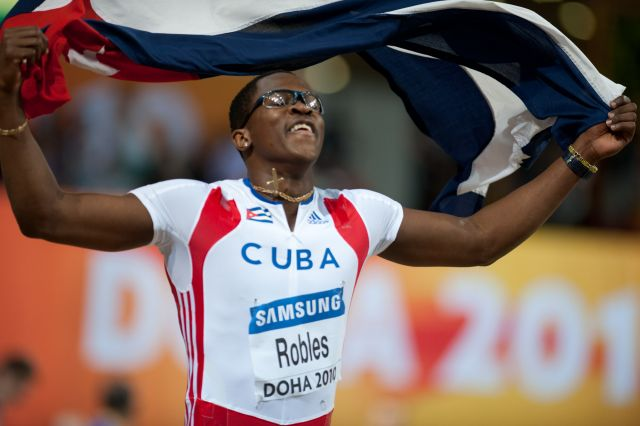
Dayron Robles bei den Hallenweltmeisterschaften 2010

Dayron Robles (* 19. November 1986 in Guantánamo) ist ein kubanischer Leichtathlet. Er ist Olympiasieger und verbesserte 2008 den Weltrekord im 110-Meter-Hürdenlauf. 2010 wurde er Hallenweltmeister.

## Leben

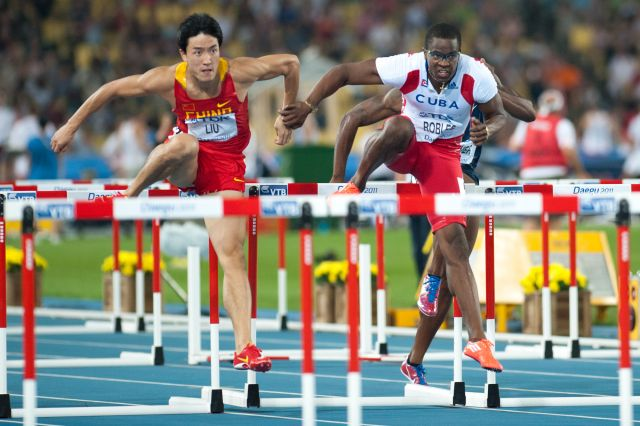
Robles neben Liu Xiang, Weltmeisterschaften 2011

Nach einem sechsten Platz bei den Jugendweltmeisterschaften 2003 konnte Robles 2004 Zweiter bei den Juniorenweltmeisterschaften werden. In 13,77 s lag er allerdings deutlich hinter dem Sieger, Aries Merritt aus den USA, zurück, der in 13,56 s gewonnen hatte. 2005 gewann Robles bei den Panamerikanischen Juniorenmeisterschaften in 13,46 s und belegte bei den Zentralamerika- und Karibikmeisterschaften den zweiten Platz hinter seinem Landsmann Yoel Hernández. Bei den Weltmeisterschaften 2005 in Helsinki schied Robles im Halbfinale aus.
2006 nahm Robles an den Hallenweltmeisterschaften in Moskau teil. Im 60-Meter-Hürdenlauf gewann er in 7,46 s Silber hinter dem US-Amerikaner Terrence Trammell in 7,43 s. Bei den Zentralamerika- und Karibikspielen gewann er den Titel in 13,12 s. 2007 siegte Robles bei den Panamerikanischen Spielen in Rio de Janeiro in 13,25 s vor David Payne und Yoel Hernández. Bei den Weltmeisterschaften 2007 in Ōsaka galt Robles als Medaillenkandidat. In 13,15 s belegte er jedoch nur den vierten Platz hinter dem Weltrekordler Liu Xiang, Terrence Trammell und David Payne. Beim Leichtathletik-Weltfinale in Stuttgart lief Robles in 12,92 s bis auf vier Hundertstelsekunden an den Weltrekord des Chinesen heran und schlug Payne und Trammell deutlich.

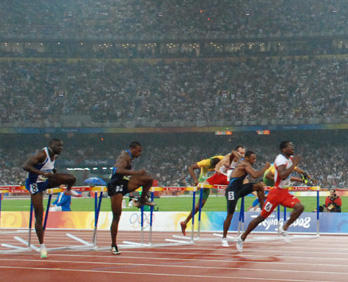
Kurz vor dem Ziel bei den Olympischen Spielen 2008

Zu den Hallenweltmeisterschaften 2008 in Valencia reiste Robles als klarer Favorit, nachdem er in 7,33 s die zweitschnellste Hallenzeit aller Zeiten gelaufen war; nur Colin Jackson war bei seinem Hallenweltrekord von 7,30 s schneller gewesen. Im Vorlauf von Valencia brach Robles jedoch seinen Start ab, weil er an einen Fehlstart glaubte, die anderen Läufer liefen durch und Robles war ausgeschieden. Am 12. Juni brach Robles dann beim Golden-Spike-Meeting in Ostrava mit 12,87 s Liu Xiangs Weltrekord von 2006. Bei den Olympischen Spielen 2008 in Peking wurde er in 12,93 s Olympiasieger und hatte mehr als zwei Zehntelsekunden Abstand vor David Payne und David Oliver. Liu, der als sein größter Konkurrent galt, konnte wegen einer Verletzung schon beim Vorlauf nicht antreten.
Bei den Weltmeisterschaften 2009 in Berlin trat Robles nicht im Vollbesitz seiner Kräfte an und gab im Halbfinale wegen einer Verletzung auf. In Doha wurde Robles 2010 mit neuem Meisterschaftsrekord Hallenweltmeister über 60 Meter Hürden vor den beiden Amerikanern Terrence Trammell und David Oliver.
Bei den Weltmeisterschaften 2011 in Daegu gewann er zwar das Finale mit 13,14 s, wurde jedoch nachträglich disqualifiziert. Der chinesische Verband hatte gegen seinen Sieg Protest eingelegt, da Robles den chinesischen Athleten Liu Xiang kurz vor der Ziellinie behindert hatte. In London erreichte Robles im Finale der Olympischen Spiele 2012 verletzungsbedingt nicht das Ziel. Olympiasieger wurde Aries Merritt, der kurz nach den Spielen auch den Weltrekord von Robles verbesserte.
Dayron Robles ist 1,91 m groß und hatte 2008 ein Wettkampfgewicht von 80 kg. Sein Onkel Eulogio Robles gehörte in den 1970er Jahren zu Kubas besten Hürdenläufern über die 400-Meter-Strecke. Er studierte an der Sporthochschule Manuel Fajardo in Santa Clara.

## Zerwürfnis mit dem kubanischen Leichtathletikverband
Im Januar 2013 beantragte Robles die Entlassung aus dem kubanischen Nationalkader, die ihm gewährt wurde. Anschließend verließ er das Land und ließ sich in Frankreich nieder. Er nahm ein Angebot des AS Monaco an, sich diesem Club anzuschließen und ihn auf Wettkämpfen zu vertreten. Der kubanische Leichtathletikverband legte daraufhin beim Internationalen Leichtathletikverband offiziellen Protest gegen diesen Vertrag ein. Im Juni erklärte der kubanische Verbandsvorsitzende Alberto Juantorena, dass Robles zukünftig nicht mehr für Kuba antreten dürfe. Aufgrund international festgelegter Fristen für den Wechsel von einem Nationalteam zu einem anderen konnte Robles damit nicht bei den Weltmeisterschaften 2013 antreten. Robles hatte während seiner internationalen Karriere zahlreiche Preisgelder gewonnen, die gemäß den Regularien des kubanischen Sports an den Staat gingen, von dem der Aktive nur einen kleinen Prozentsatz ausgezahlt bekam. Im Zuge des Streits mit den kubanischen Behörden erhob Robles den Vorwurf, die kubanischen Behörden schuldeten ihm noch Geld. Juantorena stritt dies ab und entgegnete, Robles sei im Gegensatz zu anderen Sportlern unbescheiden und habe im Lauf seiner Karriere vom Staat ein Auto sowie ein Wohnhaus in seiner Heimatprovinz Guantánamo erhalten, die Übertragung eines weiteren Hauses in Havanna sei bereits vorgesehen gewesen. Nach Juantorenas Angaben hatte Robles die Einrichtung einer von den staatlichen Behörden unabhängigen Ausbildungsstätte für Hürdenläufer vorgeschlagen, was von Juantorena jedoch als mit den Regularien unvereinbar abgelehnt worden sei.

## Statistiken
| Rang               | Leichtathlet  | Anzahl |
| ------------------ | ------------- | ------ |
| 1.                 | Allen Johnson | 11     |
| 2.                 | David Oliver  | 9      |
| 3.                 | Dayron Robles | 8      |
| 3.                 | Aries Merritt | 8      |
| 5.                 | Liu Xiang     | 6      |
| 6.                 | Colin Jackson | 5      |
| 7.                 | Omar McLeod   | 4      |
| Stand: 7. Mai 2018 |               |        |

110-Meter-Hürden-Zeiten unter 13 Sekunden
| Zeit (s) | Wind (m/s) | Datum         | Ort                                 |
| 12,87    | 0,9        | 12. Juni 2008 | Ostrava (Golden Spike)              |
| 12,88    | 0,5        | 18. Juli 2008 | Saint-Denis (Meeting Gaz de France) |
| 12,91    | 0,2        | 22. Juli 2008 | Stockholm (DN Galan)                |
| 12,92    | 0,0        | 23. Juli 2006 | Stuttgart (5. Weltfinale)           |
| 12,93    | 0,1        | 21. Aug. 2008 | Peking (XXIX. Olympische Spiele)    |
| 12,95    | −1,7       | 7. Sep. 2008  | Dubnica nad Váhom                   |
| 12,96    | −0,6       | 27. Juni 2008 | Villeneuve-d’Ascq                   |
| 12,97    | 0,3        | 29. Aug. 2008 | Zürich (Weltklasse Zürich)          |

Persönliche Bestzeiten
| Disziplin    | Zeit (s) | Wind (m/s) | Datum         | Ort        |
| ------------ | -------- | ---------- | ------------- | ---------- |
| 50 m Hürden  | 6,39     |            | 21. Feb. 2008 | Stockholm  |
| 60 m Hürden  | 7,33     |            | 8. Feb. 2008  | Düsseldorf |
| 110 m Hürden | 12,87    | 0,9        | 12. Juni 2008 | Ostrava    |